# Ogloblinia loretoensis
Ogloblinia loretoensis es una especie de arácnido  del orden Opiliones de la familia Gonyleptidae.

## Distribución geográfica
Se encuentra en Brasil, Argentina y Paraguay.